# Balatonboglári borvidék
A Balatonboglári borvidék, más néven Dél-balatoni borvidék Magyarország egyik, Somogy vármegye egyetlen borvidéke. A Balatonboglár központú terület hat hegyközségéhez 37 település tartozik, melyek főleg a Balaton déli partján helyezkednek el, de a borvidék részét képezi Böhönye, Csurgó és a Kaposvár közelében fekvő Nagyberki környéke is.
A borvidék 3200 hektáros szőlőterületének körülbelül kétharmada fehér, a maradék kék szőlő. A területen fontos szerepet játszik a pezsgőkészítés is.

## Földrajz

### Természetföldrajz

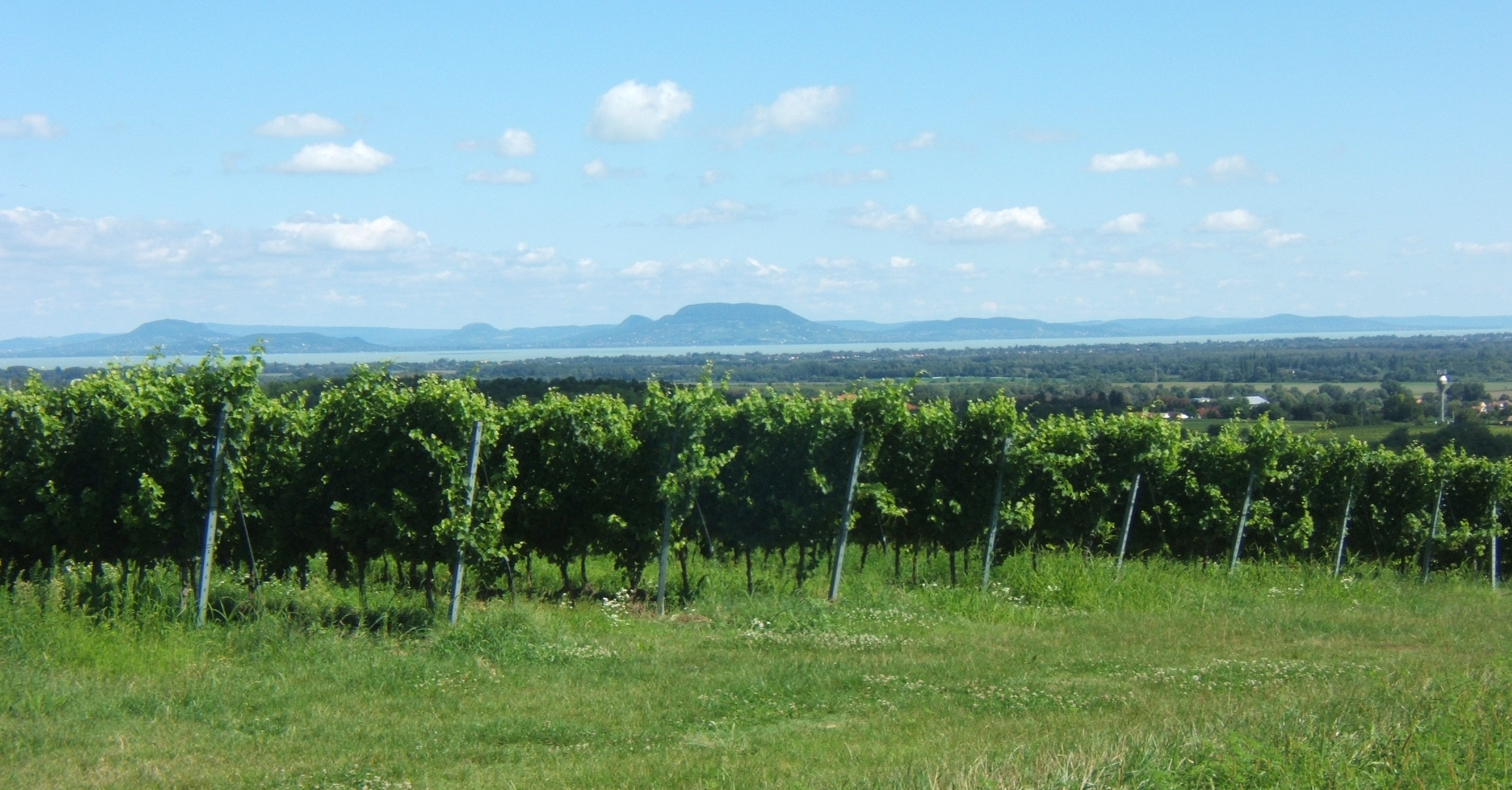
A kéthelyi szőlőhegy (Marcali-hát)

A borvidék természetföldrajzilag négy fő részre osztható: a nyugati részén észak–déli irányban húzódó Marcali-hátra, Külső-Somogy északi felére, a Kapos folyó völgye fölött emelkedő észak-zselici dombokra és Csurgó környékére. Az évi középhőmérséklet 10–10,5 °C, a csapadékmennyiség 600–800 mm közötti, északkeleti irányban csökken, köszönhetően a tengertől való egyre nagyobb távolságnak. Az atlanto-mediterrán befolyás miatt ősszel másodlagos csapadékmaximum fordul elő. A napsütéses órák száma 1950 és 2050 között változik, ez északkelet felé nő.
Külső-Somogy északnyugati részén 180–300 méter magasságú, dél felé alacsonyodó, észak–déli irányú, 6–8 kilométer széles hátak (Boglári-hát, Karádi-hát, Balatonföldvári-hát) húzódnak, amelyek Balaton felé eső pereme meredek, lépcsős. A folyóvizek által okozott erózió és a csuszamlások miatt ezen hátak kisformái rendkívül változatosak. Tőlük keletre rendezetlenebb eloszlású dombhátak találhatók, amelyek északi oldalukon meredekek, míg dél felé lankásan nyúlnak el. Ezen a területen vannak olyan helyek, amelyek meghaladják a 300 méteres tengerszint feletti magasságot is, például Somogy vármegye legmagasabb pontja, az Almás- vagy Almán-tető. A vidéket keleti irányban vastagodó, 10–30 méter vastag lösztakaró fedi, amely a jégkorszakban települt rá a tengeri, valamint alsó- és felső-pannon üledékekre.

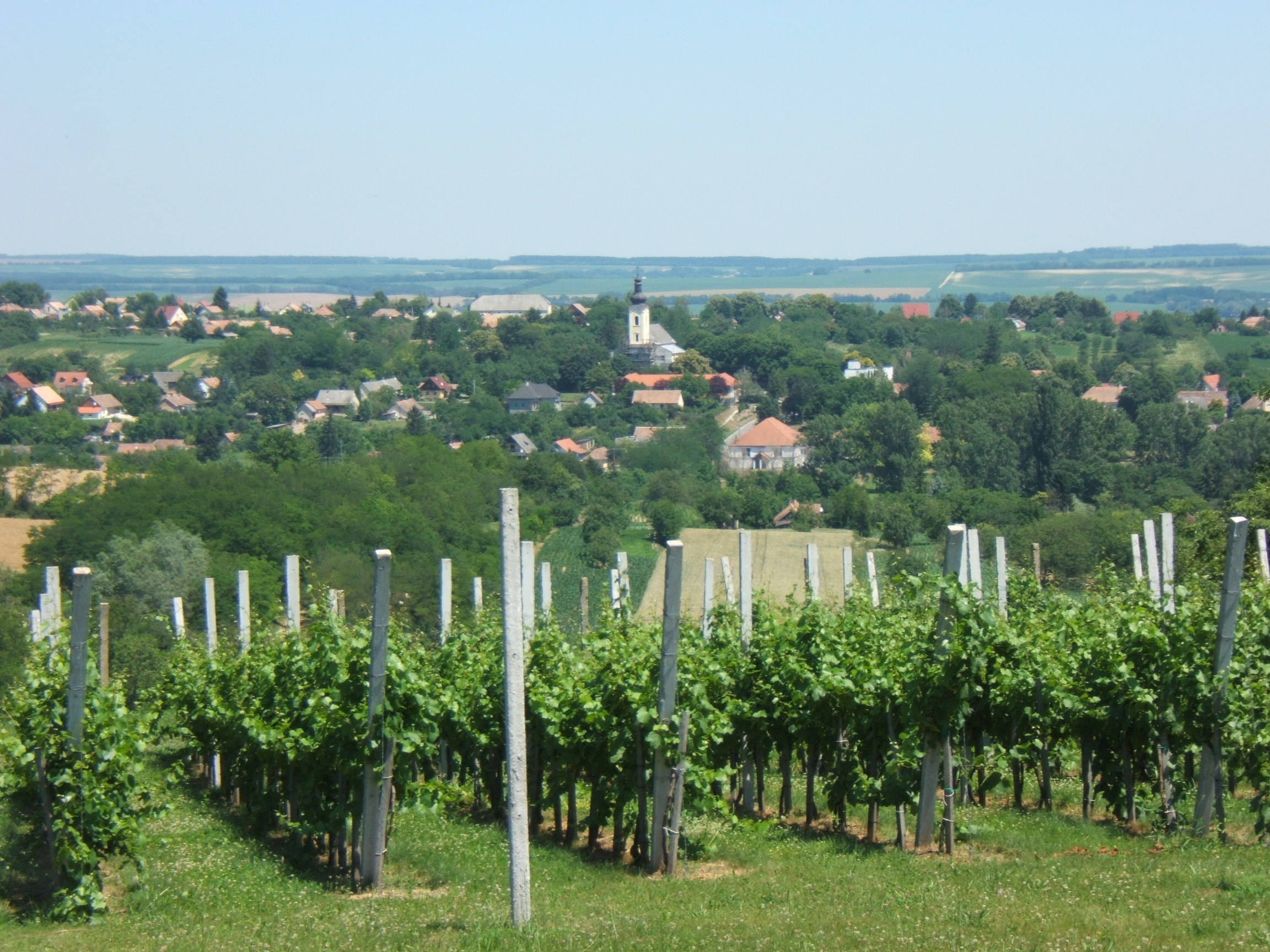
Karád és a karádi szőlők (Külső-Somogy)

Külső-Somogyot nyugatról a korábban teljesen vízzel borított, ma alacsony agyagtartalmú homokból álló talajú, jó vízgazdálkodású Nagy-Berek választja el a Marcali-háttól, amely Balatonberénytől és Balatonkeresztúrtól mintegy 35 km hosszúságban, egyre keskenyebbé és alacsonyabbá válva nyúlik el dél felé. Ennek a tájegységnek a mindössze 254 méter magas kéthelyi Baglas-hegy a legmagasabb pontja.
A Zselic északi részén emelkedő dombok az egykori egységes felszín tektonikai feldarabolódása és megbillenése következtében szintén meredeken törnek a Kapos völgye fölé, akár 240–270 tengerszint feletti magasságot is elérve, ennek köszönhetően a hegyek kilógnak a folyó okozta párából, így mikroklímájuk kiváló a szőlőtermesztéshez. A talaj itt is vastag lösztakaróból áll, ezen, mint a borvidék más részein, főként agyagbemosódásos barna erdőtalajok találhatók.
A borvidék legdélnyugatabbi települése, Csurgó három tájegység találkozásánál fekszik: az északnyugati Öreghegy és az Újhegy a Zalaapáti-hát legdélibb része, a Zákány-őrtilosi-dombság peremvidéke, északkeleten Belső-Somogy közel sík homokhátai határolják, míg délen a Dráva egykori medrének magaspartja.

### Települései
A borvidékhez 37 település tartozik:
- Dél-Balaton, Észak-Somogy: Andocs, Balatonberény, Balatonboglár, Balatonendréd, Balatonkeresztúr, Balatonlelle, Balatonőszöd, Balatonszabadi, Balatonszárszó, Balatonszemes, Gyugy, Hollád, Karád, Kéthely, Kőröshegy, Kötcse, Látrány, Lengyeltóti, Marcali, Ordacsehi, Somogysámson, Somogytúr, Somogyzsitfa, Szólád, Szőlősgyörök, Teleki, Visz, Zamárdi
- Nagyberki környéke: Csoma, Kaposhomok, Kaposkeresztúr, Kercseliget, Mosdós, Nagyberki, Szabadi
- Egyéb: Böhönye, Csurgó

### Dűlők

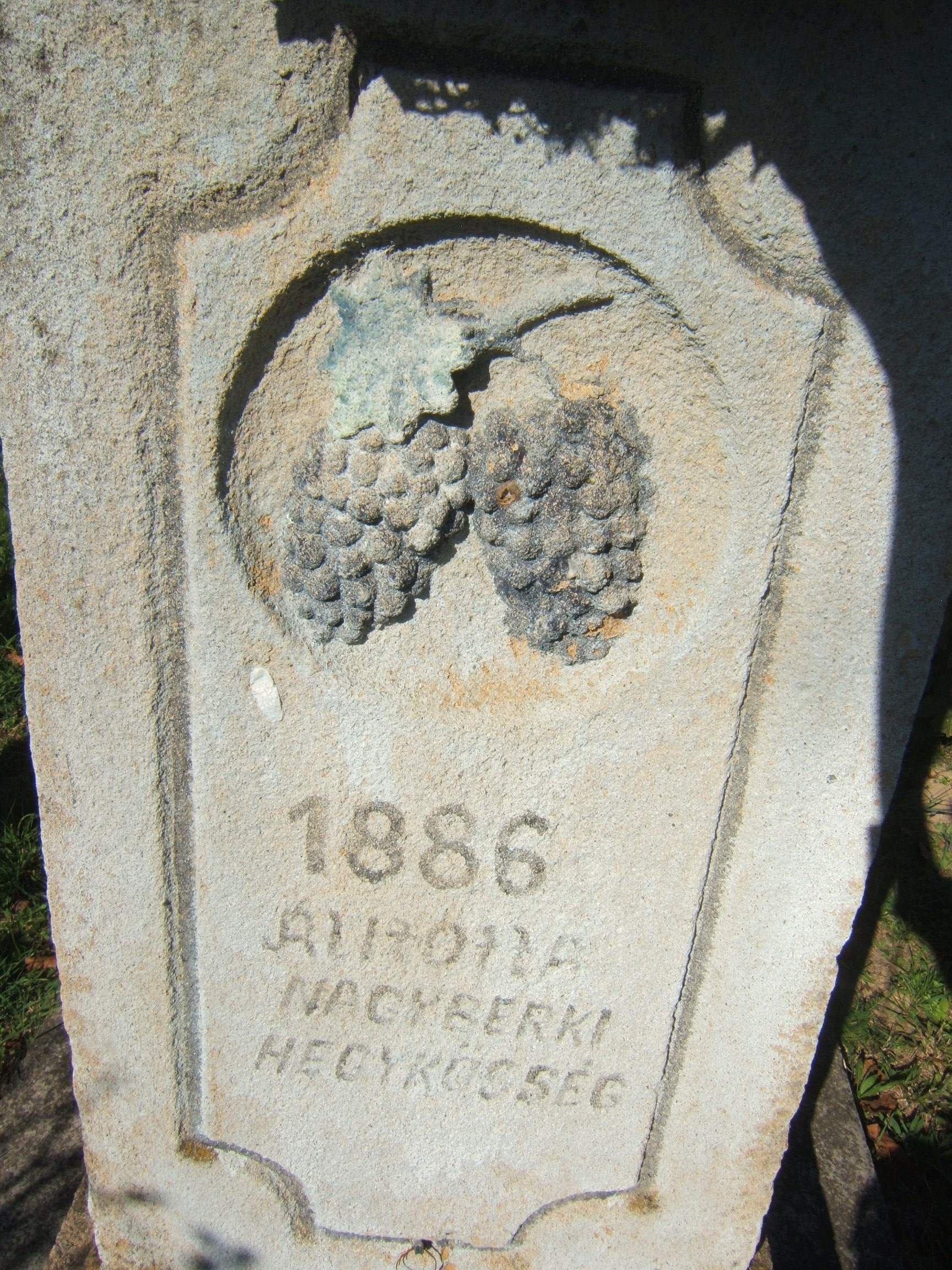
éves kőkereszt szőlős díszítésű talapzata a nagyberki Kata-hegyen

A borvidéken számos termőterületet jelöltek ki. Ha egy bor alapanyaga legalább 95%-ban egy adott dűlőből származik, és kézi szüret esetén a termésmennyiség legfeljebb 11, gépi szüret esetén legfeljebb 10,5 tonna/hektár, akkor kizárólag a következő dűlőnevek tüntethetők fel a borosüvegen:
- Balatonberény: Bokros
- Balatonboglár: Bánom-hegy, Bor-szérű, Botné, Dénesmajor, János-hegy, Kokas-hegy, Laki-tető, Landord, Matacs, Púpos, Rekesz, Rokkant, Rózsapuszta, Vitéz
- Balatonkeresztúr: Bokros
- Balatonlelle: Álgya, Berki-dűlő, Farkastanya, Hosszú-dűlő, Illés-tető, Kis-hegy, Magyal, Rád, Rózsapuszta, Tót-hegy, Várszó
- Balatonszabadi: Meleg-oldal, Öreg-hegy, Pusztatorony
- Csurgó: Kecske-hát, Kökényesi-dűlő, Öreg-hegy, Új-hegy
- Gyugy: Gesztenyés
- Kéthely: Baglas-hegy, Baja, Lóki, Meleg-oldal, Pap-föld, Sári-hegy, Tavaszi-föld, Vári-dűlő
- Kőröshegy: Borkút, Boroc-hegy, Cseréd-alja, Kis-hegy, Mogyoród-tető, Öreg-hegy, Pap-útja, Somos, Tekenyős, Új-hegy
- Kötcse: Bókavölgy, Csillagói-hegy, Fáncsi-hegy, Öreg-hegy, Új-hegy
- Lengyeltóti: Mohácsi-hegy
- Szólád: Gömböc-hegy
- Szőlősgyörök: Banyászó, Landord, Páskom, Rekesz, Sínai-hegy, Új-hegy
- Visz: Csirip-tető
- Zamárdi: Kőhegy, Sáfránykert, Tóközi-szőlők

## Története

Somogy vármegye 1498-ban adományozott címerében már szerepel a szőlő

A rómaiak Pannónia területén egészen az 1. század végéig termesztettek szőlőt, ám ekkor Domitianus császár a versenytársaktól tartó itáliai bortermelők nyomására kiirttatta az itteni szőlőket. 282-ben Probus császár rendeletére a szerémségi Tarcal-hegységben újraindulhatott a szőlőtermesztés, innen pedig hamarosan a Balaton környékére is átterjedt.
A somogyi vidékeken a magyarok letelepülése után rövid idővel már szintén folyt a szőlőművelés. Miután Tar Zerind fia, Koppány vezér lázadása elbukott, birtokait a Pannonhalmi Apátságnak adományozták, az ehhez az adományozáshoz kapcsolódó iratokból pedig kiderül, hogy ezeken a somogyi birtokokon jó szőlő és bor termett. A szintén a Balatontól délre fekvő Somogyváron Szent László apátságot alapított, ahova Saint-Gillesből (jórészt flamand) szerzetesek érkeztek. Az ő egyik fő tevékenységük is a szőlőtermesztés volt. A 13. század elejétől az apátság is telepített szőlőt, méghozzá a Nyest-hegyen (a későbbi Közép-Nyesten), a bort pedig pincékben tárolták. Az 1290-es években a királynéi birtokhoz tartozó északkelet-somogyi Berényben a királyné pincemesterei telepedtek le, a pannonhalmi apátság pedig Endréden, Kőröshegyen, Rádon és Gamáson rendelkezett szőlőbirtokokkal. Csák-nembeli Miklós Zamárdon, Dorozsma-nembeli I. István fiai 1322-ben Gyugyon birtokoltak szőlőket, míg 1408-ból arra van bizonyíték, hogy a Miset-nemzetség az Öreglak melletti Vasadon, Bálványosi György pedig 1488-ig Bálványos, Csege és Kapoly (Egyházas- és Kápolnás-Kapoly) helységekben bírt szőlőkkel. Utóbbi birtokok, ahol a leírások szerint igen jó bor termett, a birtokos halála után Nagylucsei Dóczy Orbán egri püspökhöz kerültek. A somogyi bortermelés jelentőségét jól bizonyítja, hogy amikor 1498-ban a magyar vármegyék közül Somogy vármegye elsőként kapott címert, abban már a szőlő ábrázolása is megjelent.

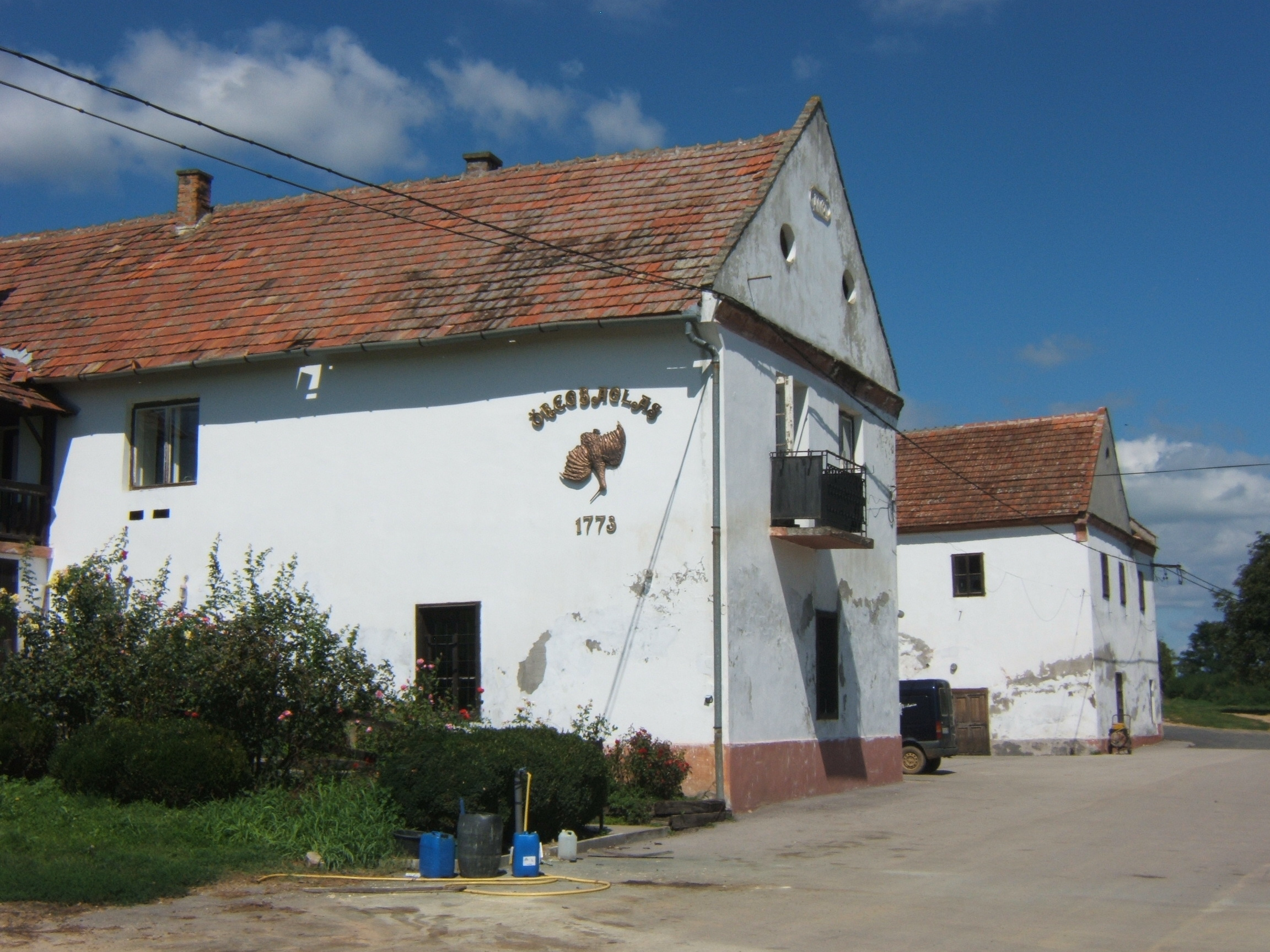
Az 1773-ban épült Hunyady-pince (Kéthely)

A török idők hanyatlást hoztak a szőlőtermesztés terén is, de a törökök kiűzése után az 1700-as évek elejétől fellendülés vette kezdetét. 1715-ben és 1720-ban is készült összeírás a vármegyében, ezekből pedig kitűnik, hogy a szőlőterületek növekedésnek indultak, a szőlők termőképessége jó volt, bár a minőség csak közepes. A régi szőlőhegyeket helyreállították, és pincesorok is épültek. Főként Tolna vármegye irányából kis számú német telepes is érkezett Somogyba, akik szintén bekapcsolódtak a szőlőművelésbe. 1767-ben Mária Terézia szabályozta a jobbágyi szolgáltatásokat és a borkimérés jogát is, 1777-ben pedig megjelent a Somogy vármegyei szőlőhegyek életét is érintő megyei szabályozás. A termésátlagok tovább növekedtek, de a minőség a legtöbb helyen nem javult, kivételt csupán néhány birtok képezett. Ilyen volt például a Niklán élő és a Marcali melletti Gombai-hegyen gazdálkodó Berzsenyi Dánielé, aki még aszúbort is készített. Ebben az időben a legjobb termőhelyek a kéthelyi Baglas-hegy és környéke, valamint Szőlősgyörök voltak.
A 19. század második felében gyorsult a fejlődés mind a termelés, mind a borkereskedelem terén, köszönhetően a jobbágyfelszabadításnak, a szőlődézsma 1868-as eltörlésének, a vámhatárok eltörlésének és a vasút kiépülésének. A filoxéra viszont hamarosan megjelent Somogyban is: igaz, hogy a lazább szerkezetű talaj miatt itt kevesebb kárt okozott, mint sok más vármegyében, de a szőlőterületek nagysága így is az 1873-as 11 725 holdról negyven év alatt 7514-re csökkent. A védekezéshez nagy mennyiségű szénkéneget használtak fel: szénkénegraktárak létesültek Kaposváron, Balatonszentgyörgyön, Balatonbogláron, Karádon és Kőröshegyen is, valamint gyorsan terjedni kezdtek az új, ellenálló szőlőfajták is. Széchényi Imre Balaton-melléki telepítési kormánybiztosnak köszönhetően főként Balatonkeresztúr határában kiterjedt homokiszőlő-ültetvények jöttek létre.
Arról nincs összesítés, hogy az első világháború előtt milyen fajtából pontosan mekkora területek voltak találhatók Somogyban, de az bizonyos, hogy voltak olyan, paraszti–polgári tulajdonú szőlők (például Bonnyán), ahol a többség direkttermő szőlő volt. A nagyobb birtokokról ezzel szemben készült kimutatás, és ebből kiderül, hogy csemegeszőlőként szinte mindenhol saszlát termesztettek, a fő borszőlőfajta pedig a rajnai és az olaszrizling volt, de többhelyütt előfordult az oportó, a kadarka, az ezerjó, a kövidinka és a burgundi is, valamint Andocson a mézesfehér, Gyugyon pedig a bakator is.
A második világháború után a nagybirtokokat felszámolták, a szőlőbirtokosokat a szocialista típusú, közös művelésű és tulajdonú rendszerekbe kényszerítették, ez pedig ellehetetlenítette a minőségre való összpontosítást. Igaz, az 1956-ban létrehozott Balatonboglári Állami Gazdaság, a híres BB, amely azóta is nagy hatással van a vidékre, az ország egyik legismertebb borászati cégévé vált, és számos szakembert nevelt ki. A rendszerváltás után újra megindult a termelés a magánbirtokokon, és felgyorsult a minőségi fejlődés.
Itt dolgozó borász eddig három alkalommal kapott Az év bortermelője díjat: 2006-ban Garamvári Vencel, 2008-ban Konyári János és 2010-ben Légli Ottó. Légli Ottó 2010-ben, Konyári János pedig 2018-ban (posztumusz) a Borászok Borásza elismerést is megkapta. A rádpusztai IKON Borászat 2013-ban elnyerte Az év pincészete díjat, a Dél-Balatoni Borút Egyesület pedig 2017-ben Örökségünk – Somogyország Kincse díjat kapott.

## Szőlőfajták
A borvidéken a hagyományos magyar fajták és a népszerű világfajták is jelen vannak. Újabban megjelentek a vörösborok is, de a fehér még mindig nagyjából kétharmados túlsúlyban van. A fő fajták:
- Fehérbornak:
  - Muskotály – ebből készül a Bonus Bonorum balatonboglári borlovagrend zászlósbora.[20]
  - Szürkebarát
  - Chardonnay
  - Sauvignon blanc
  - Olaszrizling
  - Királyleányka
  - Tramini
  - Irsai Olivér
  - Zöld veltelini
  - Zenit
  - Semillon
- Vörösbornak:
  - Merlot
  - Kék burgundi
  - Kékfrankos
  - Kékoportó
  - Cabernet sauvignon
  - Zweigelt
  - Syrah

A fentieken kívül említést érdemel még az Ordacsehiben termesztett csabagyöngye, ami egész Európa legkorábban érő fajtája: a szüret már augusztus első felében elkezdődik, így hagyományosan az ordecsehi szőlőből szokták elkészíteni az egész földrész első újborát.

## Pincészetek, borászatok
A Dél-balatoni Borvidéken a következő pincészetek, borászatok, borházak, szőlőbirtokok találhatók:
| Pincészet                        | Kulcsemberek     | Központi település | Szőlőterület (ha) | Megjegyzés                                     |
| -------------------------------- | ---------------- | ------------------ | ----------------- | ---------------------------------------------- |
| Balatonboglári Borgazdasági Zrt. |                  | Balatonboglár      | -                 | -                                              |
| Bana Birtok                      |                  | Szőlősgyörök       | -                 | -                                              |
| Bujdosó Szőlőbirtok és Pincészet | Bujdosó Ferenc   | Balatonlelle       | 82                | -                                              |
| Buzás Szőlőbirtok                | Buzás János      | Kötcse             | -                 | -                                              |
| Buzássy Pincészet                |                  | Balatonlelle       | -                 | -                                              |
| Csehivölgyi Pincevendéglő        |                  | Ordacsehi          | -                 | -                                              |
| Dézsma Pince                     |                  | Balatonszárszó     | 0,6               | -                                              |
| Fáncsi-hegyi Pince               | Bogáromi János   | Kötcse             | -                 | -                                              |
| Garamvári Szőlőbirtok            | Garamvári Vencel | Balatonlelle       | 80                | Az év bortermelője 2006                        |
| Gádor Pince                      |                  | Balatonboglár      | -                 | -                                              |
| Gutman Pince                     |                  | Kötcse             | 9                 | -                                              |
| Hujber Pince                     | Hujber László    | Balatonboglár      | -                 | -                                              |
| Ignáczy Borpince                 |                  | Balatonboglár      | -                 | -                                              |
| IKON Borászat                    |                  | Balatonlelle       | 39                | Az év pincészete 2013                          |
| Kalász Pincészet                 | Kalász László    | Balatonboglár      | -                 | -                                              |
| Katica Pince                     |                  | Kőröshegy          | -                 | -                                              |
| Katona Borház                    |                  | Balatonboglár      | 50                | -                                              |
| Kislaki-Légli Géza               | Légli Géza       | Balatonboglár      | 19,1              | -                                              |
| Koltai Pincészet                 |                  | Szőlősgyörök       | -                 | -                                              |
| Konyári Pince                    | Konyári János    | Balatonlelle       | 38                | Az év bortermelője 2008, Borászok Borásza 2018 |
| Kristinus Borbirtok              |                  | Kéthely            | -                 | -                                              |
| Kuczogi Rudolf Pincéje           | Kuczogi Rudolf   | Balatonlelle       | -                 | -                                              |
| Légli Szőlőbirtok                | Légli Ottó       | Balatonboglár      | -                 | Az év bortermelője 2010, Borászok Borásza 2010 |
| Miklós Pince                     |                  | Balatonboglár      | -                 | -                                              |
| Némethi Családi Pincészet        |                  | Balatonlelle       | -                 | -                                              |
| Országh Pincészet                |                  | Balatonboglár      | -                 | -                                              |
| Öregbaglas Szőlőbirtok           |                  | Kéthely            | 50                | -                                              |
| Pap Pince                        |                  | Balatonszabadi     | -                 | -                                              |
| Pócz Pincészet                   |                  | Balatonlelle       | 7,9               | -                                              |
| Rád-Vin Borászat                 |                  | Balatonlelle       | -                 | -                                              |
| Szabó Bormanufaktúra             |                  | Marcali            | -                 | -                                              |
| Szent Anna Borház                |                  | Szőlősgyörök       | 25                | -                                              |
| Szentpály Pincészet              | Szentpáli Antal  | Balatonboglár      | -                 | -                                              |
| Szent Kristóf Pincészet          |                  | Zamárdi            | -                 | -                                              |
| Topos Pince                      |                  | Kőröshegy          | -                 | -                                              |
| Trunkó Pincészet                 |                  | Szőlősgyörök       | -                 | -                                              |
| Veszprémi Pince                  | Veszprémi László | Kötcse             | 11                | -                                              |

## A borvidék népszerűsítése
2017 elején első, kaposvári megbeszélésük után jelentették be az érintett borászok, szakmai szervezeti képviselők és politikusok, hogy hamarosan stratégia készül a Balatonboglári borvidék és általában Somogy megye borainak népszerűsítésére. Ennek egyik első lépése az volt, hogy levelet írtak az összes somogyi polgármesternek, amelyben arra kérték őket, hogy saját rendezvényeiken, eseményeiken lehetőleg somogyi borokat válasszanak és kínáljanak, vendégeiknek pedig ilyet ajándékozzanak.
A hivatalos stratégia mellett a borvidék borai országos rendezvényeken, versenyeken is gyakran megjelennek, emellett egyre több helyi rendezvény is szolgálja az itteni borok népszerűsítését. A borvidék éves borversenyét az utóbbi időkben a rádpusztai gasztro- és élménybirtokon tartják.
1976 óta tartják meg a balatonboglári szüreti felvonulást, később fesztivált, amely az idők során az egész ország egyik legnagyobb ingyenes szabadtéri rendezvényévé nőtte ki magát. Balatonlellén az 1990-es évek óta tartanak borhetet, 2015 óta pedig Balatonboglár a pezsgőket, valamint a gyöngyöző- és habzóborokat népszerűsítő Parti Pezsgés fesztivál házigazdája. 2017 júniusában a megyeszékhelyen, Kaposváron először rendezték meg a Somogyi Borfesztivált. Ugyanezen év novemberében indult útra a megyeszékhelyen megrendezett dél-balatoni bormustra is.